# Estadio Ankara
El Estadio Ankara es un estadio de fútbol actualmente en construcción en la capital turca, Ankara. Se está construyendo en el centro de la ciudad, en el emplazamiento del antiguo Estadio Ankara 19 Mayis (junto al pabellón deportivo Ankara Spor Salonu y la principal estación de ferrocarril de la ciudad). El estadio tendrá capacidad para 45.000 espectadores.
Los primeros planes para construir un estadio de fútbol grande y moderno en Ankara surgieron a raíz de la candidatura de Turquía como sede de la Eurocopa 2016. Turquía no se convirtió entonces en anfitriona del campeonato, y los planes para un nuevo estadio no se llevaron a cabo. La idea se retomó cuando Turquía presentó su candidatura para organizar la Eurocopa 2024. De nuevo, el país no obtuvo la organización del torneo, pero se decidió seguir adelante con los planes de construir un estadio.
En 2018, el antiguo Estadio Ankara 19 Mayis fue demolido. Sin embargo, la construcción de una nueva instalación en su lugar no comenzó hasta cuatro años después, a mediados de 2022, y el estadio debería estar terminado a mediados de 2025.
El nuevo estadio será un estadio de fútbol típico, sin pista de atletismo, y tendrá capacidad para 45.000 espectadores. Las gradas estarán cubiertas y el tejado se sostendrá con enormes cerchas, dos de las cuales, a lo largo del campo, tendrán 285 m de luz y serán de las mayores del mundo.
En octubre de 2023, tras varios intentos fallidos, Turquía se adjudicó la organización de la Eurocopa 2032, que organizará conjuntamente con Italia. Uno de los escenarios de este campeonato será probablemente el nuevo estadio de Ankara.